# Csemiczky János
Csemicei Csemiczky János András (1788 – Hlinik, 1840. április 10.) aljegyző, költő.

## Élete
Liptó megyében dolgozott mint jurátus és megyei helyettes jegyző. Művei latin és szlovák nyelvű ünnepi versek és népies dalok. 1841-ben családja történetét is megírta. Levelezésben állt Fejérpataky Györggyel.

## Művei
- Versus honoribus ill. dni Joanne Nepomuceni e lib. baronibus de Réva… Neosolii, 1818.
- Ode honoribus magn. dni. Josephi Justh de et in Neczpal, incl.-comit. Turocziensis emer. ord. vice-comitis… Uo. 1818.
- Vesticuli… in Helicone Lyptoviensi… compositi. Uo. 1819.